# Lingmerths
Lingmerths Group är ett svenskt varumärke för tjänsteresor, konferenser, gruppresor och event.
Företaget Lingmerths grundades 1950 och drevs och ägdes under många år av nio bröder Lingmerth med Lennarth Lingmerth som verkställande direktör. Under denna tid samarbetade man med Hallpressen och var på 1970-talet störst i Sverige på Norden-resor.
Lingmerths heter idag Lingmerths Group. Företaget har varumärkena Lingmerths för fullservice kring tjänsteresor inom det privata näringslivet och offentlig verksamhet, samt Eventity som är en fullservicebyrå för gruppresor, möten, konferenser och event.
Lingmerths Group ägs sedan 1992 av Höglandets Invest AB i Nässjö. Vd är Helena Zar Vallin sedan januari 2023.
Sedan 15 januari 2024 ingår Tranås Resebyrå i Lingmerths Group.